# Sint-Antoniuskapel (Sint-Maria-Oudenhove)
De Sint-Antoniuskapel is een kapel in Sint-Maria-Oudenhove, net op de grens tussen Zottegem en Brakel in de Vlaamse Ardennen. De kapel bevindt zich boven aan de Berendries en de Kasteeldreef. In 1666 werd er een bidplaats voor Sint-Antonius-Abt gebouwd door de heer van Lilare die bij de jacht zijn zicht was kwijtgeraakt en zich tot de heilige had gewend.  In de 17e eeuw was er dus al sprake van een kapel in het dorp, die vooral in de 17e en 18e eeuw bedevaarders aantrok. De huidige neogotische kapel kwam er onder impuls van pastoor Clemens Cooreman en werd gebouwd tussen 1901 en 1906 naar het ontwerp van Georges d'Haeyer. Na de inwijding op 8 september 1908 werd een dubbele stenen toegangstrap in neogotische stijl opgericht. Het smeedijzerwerk is het werk van 3 smeden (A. Ceuterick, E. De Vleeschauwer, J. Van der Linden). Rond de kapel wordt het leven van Sint-Antonius-Abt afgebeeld op negen reliëfs. In de periode 1989-1995 werd de kapel volledig gerestaureerd. In 2018 kreeg ze een nieuwe dakbedekking .

## Afbeeldingen

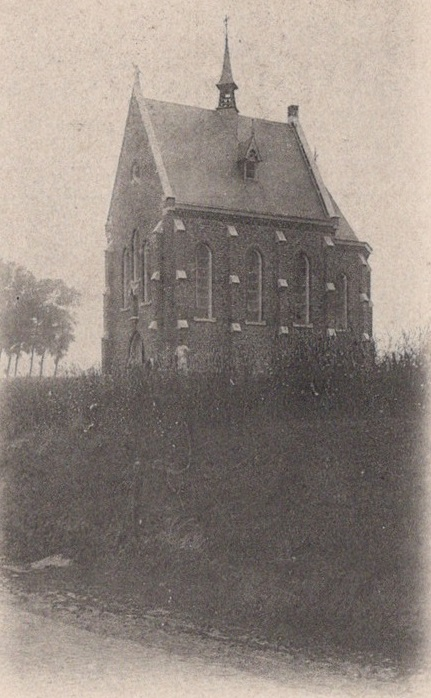
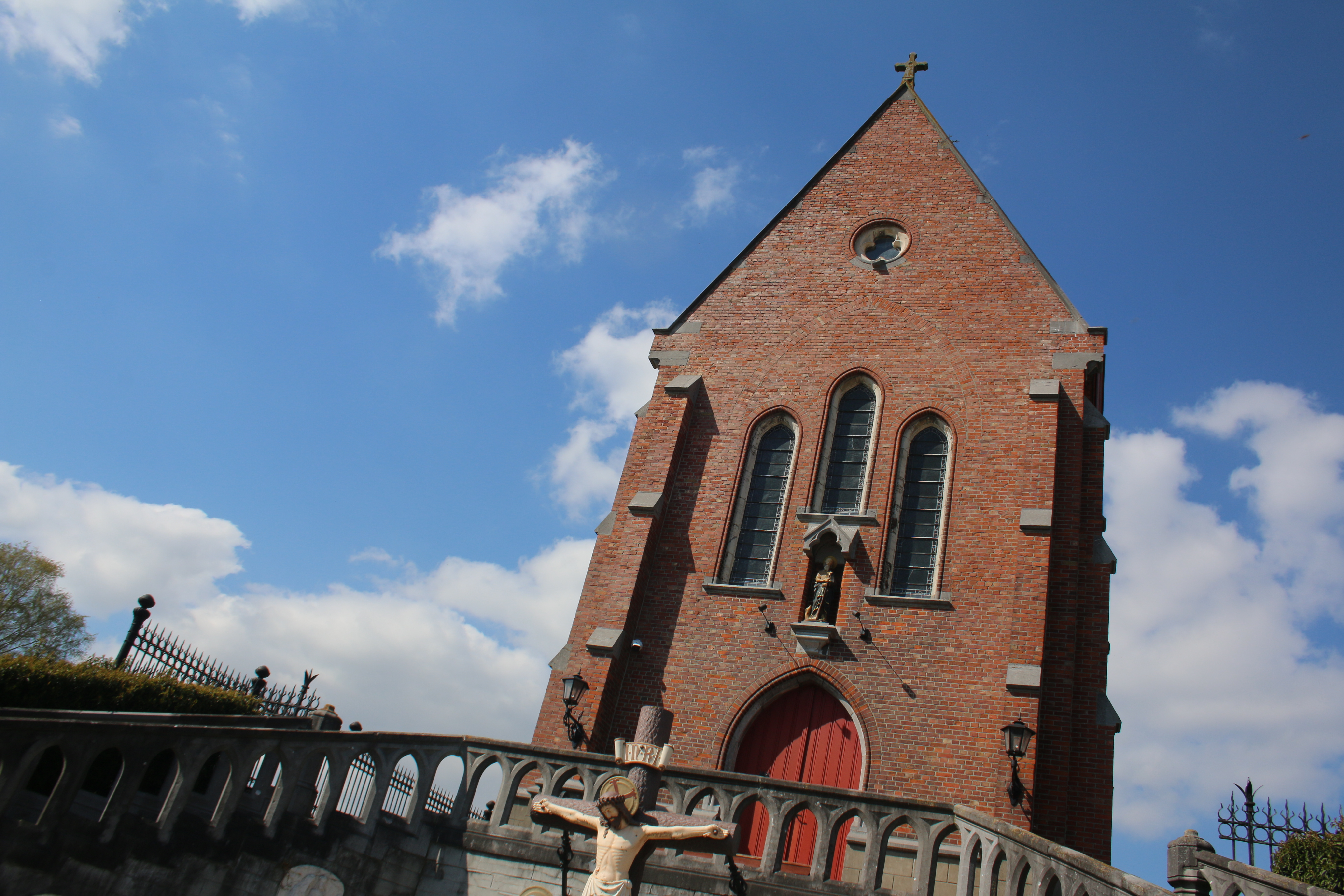
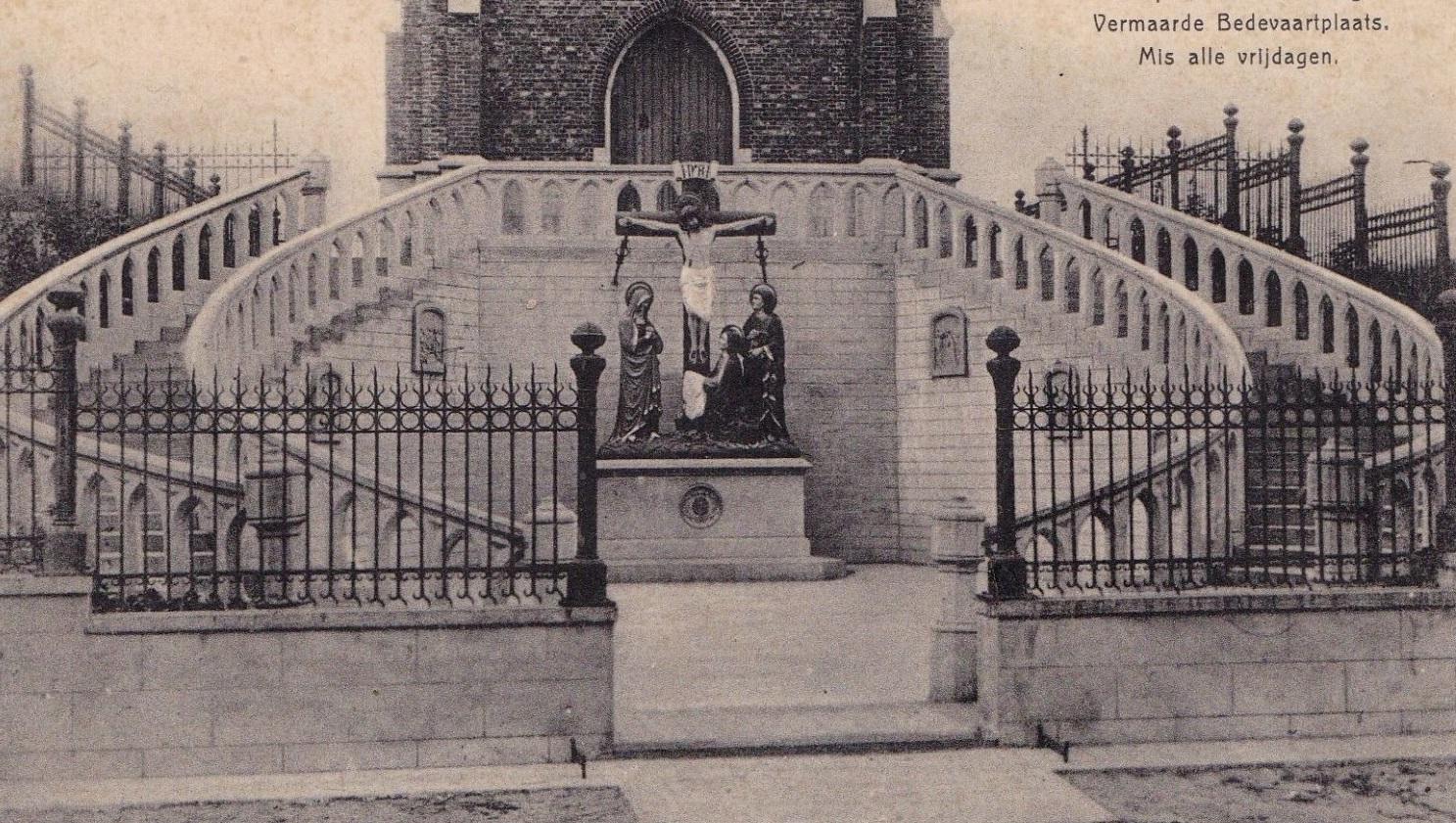
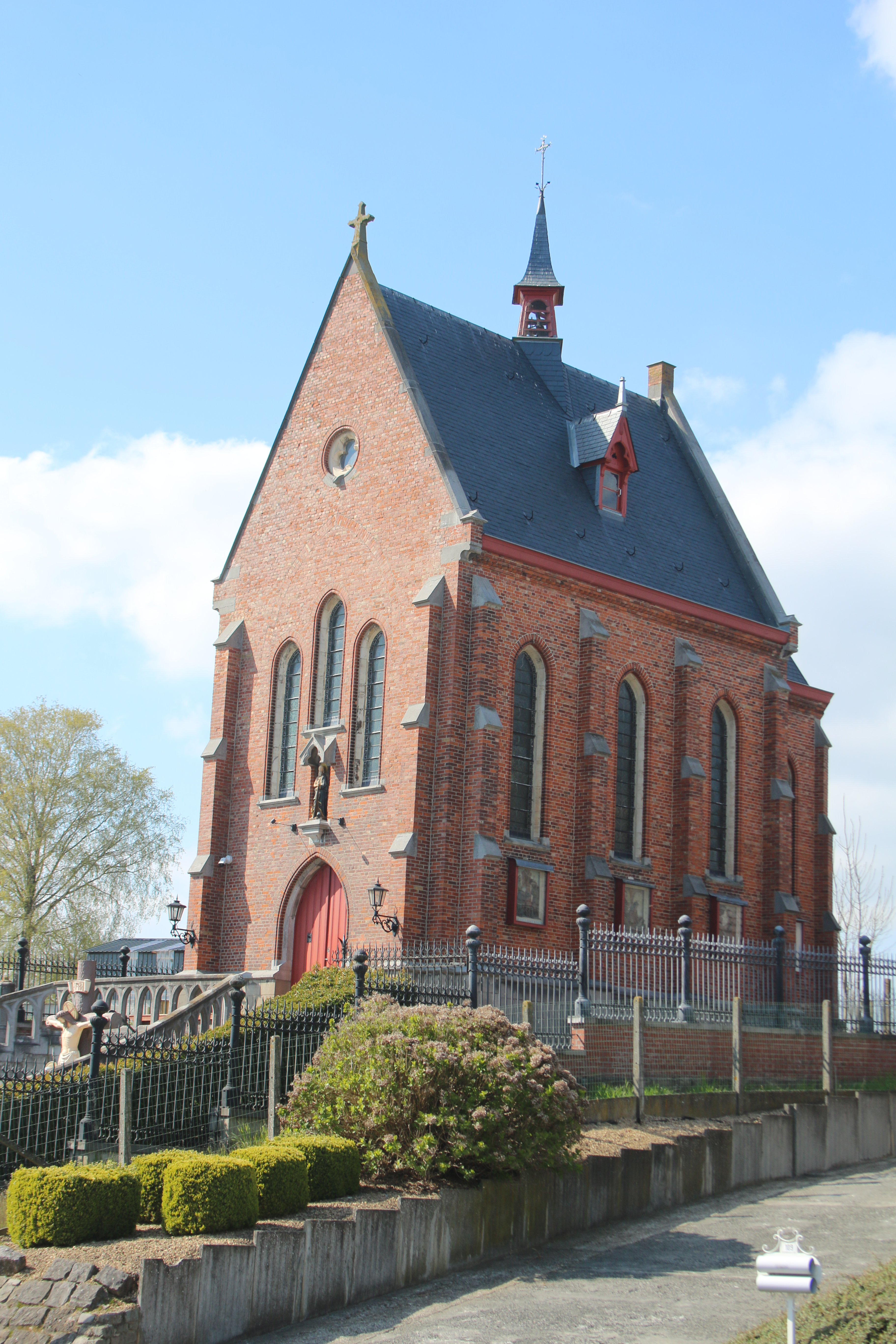
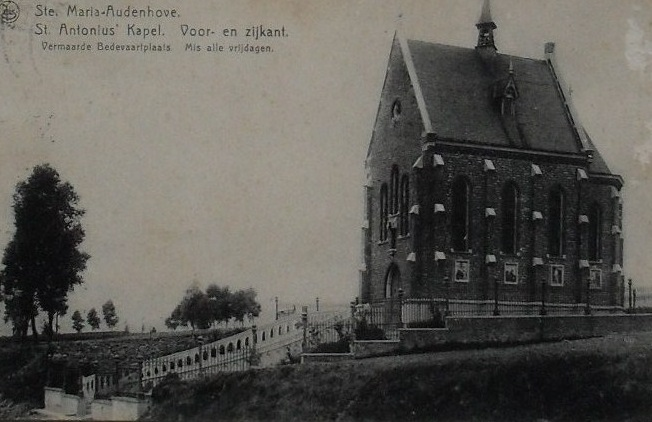
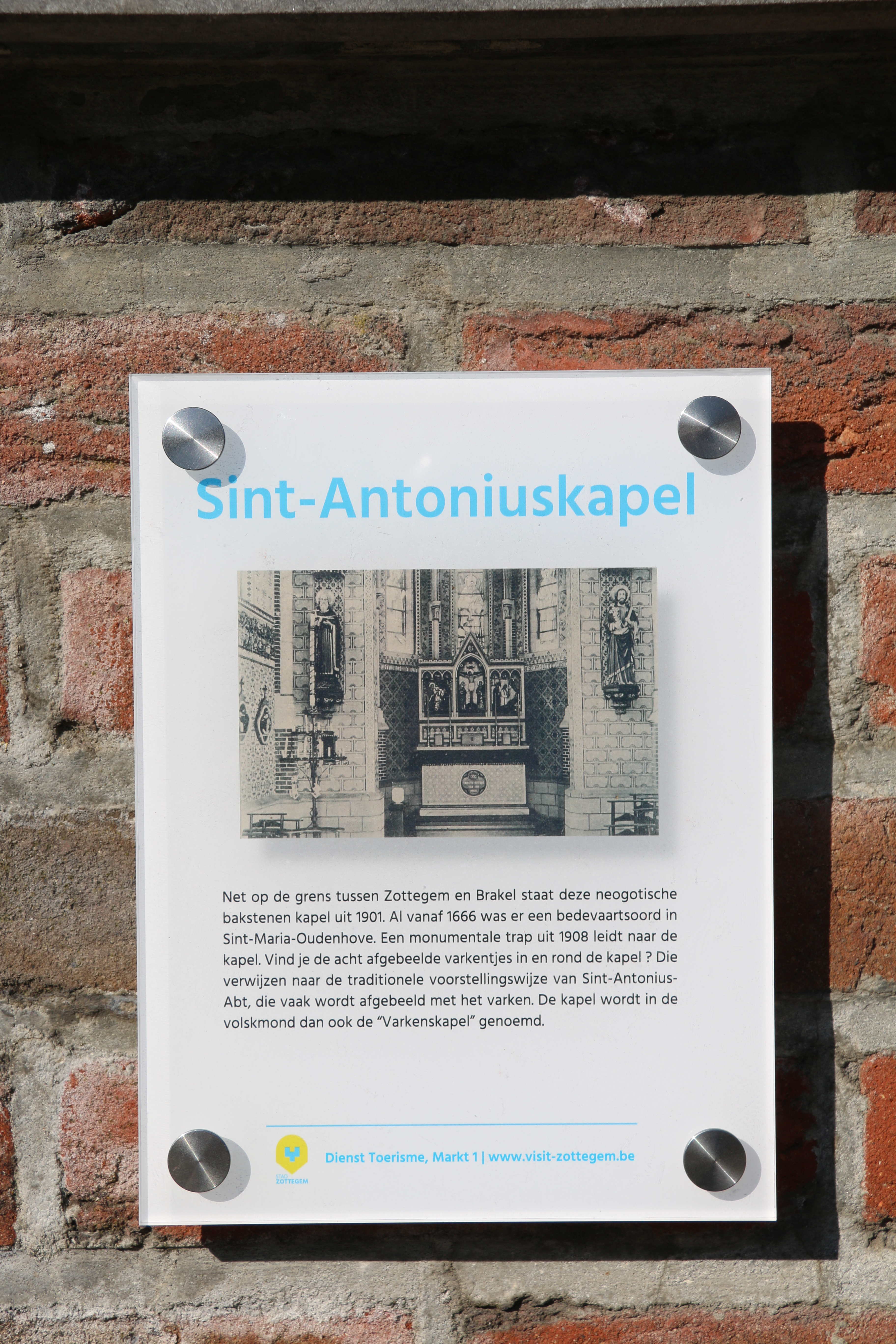